# Boisney
Boisney és un municipi francès situat al departament de l'Eure i a la regió de Normandia. L'any 2007 tenia 280 habitants.

## Demografia

### Població
El 2007 la població de fet de Boisney era de 280 persones. Hi havia 112 famílies, de les quals 20 eren unipersonals (12 homes vivint sols i 8 dones vivint soles), 40 parelles sense fills, 40 parelles amb fills i 12 famílies monoparentals amb fills.
La població ha evolucionat segons el següent gràfic:
Habitants censats

### Habitatges
El 2007 hi havia 130 habitatges, 113 eren l'habitatge principal de la família, 15 eren segones residències i 2 estaven desocupats. Tots els 130 habitatges eren cases. Dels 113 habitatges principals, 97 estaven ocupats pels seus propietaris, 11 estaven llogats i ocupats pels llogaters i 5 estaven cedits a títol gratuït; 3 tenien dues cambres, 10 en tenien tres, 35 en tenien quatre i 65 en tenien cinc o més. 100 habitatges disposaven pel capbaix d'una plaça de pàrquing. A 50 habitatges hi havia un automòbil i a 61 n'hi havia dos o més.

### Piràmide de població
La piràmide de població per edats i sexe el 2009 era:
| Homes | Edats   | Dones |
| ----- | ------- | ----- |
| 0     | 95 o +  | 0     |
| 0     | 90 a 94 | 0     |
| 0     | 85 a 89 | 0     |
| 0     | 80 a 84 | 4     |
| 0     | 75 a 79 | 4     |
| 8     | 70 a 74 | 8     |
| 8     | 65 a 69 | 12    |
| 8     | 60 a 64 | 8     |
| 16    | 55 a 59 | 12    |
| 12    | 50 a 54 | 4     |
| 16    | 45 a 49 | 12    |
| 12    | 40 a 44 | 20    |
| 8     | 35 a 39 | 16    |
| 4     | 30 a 34 | 12    |
| 4     | 25 a 29 | 0     |
| 8     | 20 a 24 | 4     |
| 12    | 15 a 19 | 20    |
| 8     | 10 a 14 | 20    |
| 4     | 5 a 9   | 16    |
| 4     | 0 a 4   | 16    |

## Economia
El 2007 la població en edat de treballar era de 180 persones, 144 eren actives i 36 eren inactives. De les 144 persones actives 134 estaven ocupades (76 homes i 58 dones) i 10 estaven aturades (2 homes i 8 dones). De les 36 persones inactives 13 estaven jubilades, 13 estaven estudiant i 10 estaven classificades com a «altres inactius».

### Ingressos
El 2009 a Boisney hi havia 112 unitats fiscals que integraven 290,5 persones, la mediana anual d'ingressos fiscals per persona era de 17.908 €.

### Activitats econòmiques
Dels 10 establiments que hi havia el 2007, 2 eren d'empreses de fabricació d'altres productes industrials, 3 d'empreses de comerç i reparació d'automòbils, 1 d'una empresa d'hostatgeria i restauració, 2 d'empreses de serveis i 2 d'empreses classificades com a «altres activitats de serveis».
Dels 3 establiments de servei als particulars que hi havia el 2009, 2 eren tallers de reparació d'automòbils i de material agrícola i 1 restaurant.
L'any 2000 a Boisney hi havia 23 explotacions agrícoles que ocupaven un total de 342 hectàrees.

## Equipaments sanitaris i escolars
El 2009 hi havia una escola elemental integrada dins d'un grup escolar amb les comunes properes formant una escola dispersa.

## Poblacions més properes
El següent diagrama mostra les poblacions més properes.